# Абу Хасан Ашари
Абу Хасан ибн Исмаил ибн Ишак Ашари (на арабски: الأشعري) е арабски богослов.
Роден е около 874 година в Басра в семейство, произлизащо от известния сподвижник на Мохамед Абу Муса Ашари. Учи при философа мутазилит Абу Али Джубаи. В зряла възраст развива собствена богословска система, станала известна като ашаризъм, която се превръща в една от двете основни богословски школи на сунизма, наред с матуридизма.
Абу Хасан Ашари умира около 936 година в Багдад.